# Duc de la Victoire (Portugal)

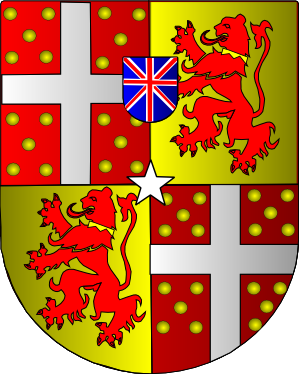
Les armes des ducs de la Victoire et de Wellington.

Le titre de duc de la Victoire est créé par le prince régent Jean de Portugal, le futur roi Jean VI, le 18 décembre 1812, en faveur d'Arthur Wellesley, futur duc de Wellington, en récompense de son action à la tête des armées qui ont expulsé les troupes napoléoniennes du Portugal. Il s'agit du seul titre ducal portugais concédé à un étranger.
Wellesley portait déjà les titres portugais de comte de Vimeiro et de marquis de Torres Vedras, qui deviennent des titres subsidiaires à celui de duc de la Victoire. Ces titres restent portés par ses descendants.

## Liste des ducs de la Victoire
- Arthur Wellesley, 1er duc de Wellington (1769–1852)
- Arthur Richard Wellesley, 2e duc de Wellington (1807–1884)
- Henry Wellesley, 3e duc de Wellington (1846–1900)
- Arthur Charles Wellesley, 4e duc de Wellington (1849–1934)

## Liste des prétendants au titre
- Arthur Wellesley, 5e duc de Wellington (1876–1941)
- Henry Wellesley, 6e duc de Wellington (1912–1943)
- Gerald Wellesley, 7e duc de Wellington (1885–1972)
- Arthur Valerian Wellesley, 8e duc de Wellington (1915–2014).
- Charles Wellesley, 9e de Wellington (1945–....)

## Source
- (pt) Cet article est partiellement ou en totalité issu de l’article de Wikipédia en portugais intitulé « Duque da Vitória » (voir la liste des auteurs).